# 多巴 (乍得)
多巴是乍得南部的城市，也是東洛貢區的首府，海拔高度397米，2008年人口25,650。該地區附近最近發現石油資源，預計開發能帶來經濟效益和有助促進城市的發展。